# Gare du Val d’Argenteuil
Gare du Val d'Argenteuil vasútállomás Franciaországban, Argenteuil településen.

## Vasútvonalak
Az állomást az alábbi vasútvonalak érintik:
- Párizs-Saint-Lazare-Mantes-Station via Conflans-Sainte-Honorine-vasútvonal

## Kapcsolódó állomások
A vasútállomáshoz az alábbi állomások vannak a legközelebb:
- Gare de Cormeilles-en-Parisis (Gare de Mantes-la-Jolie, Gare de Gisors, Transilien J vonal)
- gare d’Argenteuil (Paris Gare Saint-Lazare, Transilien J vonal)